# Меганисион
Мегани́сион или Меганиси (греч. Μεγανήσι) — остров и община (дим) в Греции, юго-восточнее острова Лефкаса, в составе Ионических островов.

## География
Площадь острова составляет 20,1 квадратного километра, протяжённость береговой линии — 52 километра.
На острове расположены три деревни: деревня Катомерион, административный центр общины с населением 455 жителей, порт острова Вати с населением 203 жителей и Спартохорион с населением 382 жителя по переписи 2011 года. Также к северо-востоку от Катомериона расположен небольшой порт Атеринос (Αθερινός), который в основном используется рыбаками. Существует паромное сообщение с островом Лефкас через порты Вати и Спартохорион.

## Община Меганисион
Община Меганисион (Δήμος Μεγανησίου) входит в периферийную единицу Лефкас в периферии Ионические острова. В состав общины входят острова Меганисион, Скорпиос и Спарти. Население — 1041 житель по переписи 2011 года. Площадь — 22,356 квадратного километра. Плотность — 46,56 человека на квадратный километр. Административный центр — Катомерион. Димархом на местных выборах 2014 года избран Павлос Даглас (Παύλος Δάγλας).

## Административное деление
Община (дим) Меганисион делится на 3 сообщества.
| Сообщество   | Население (2011), человек |
| ------------ | ------------------------- |
| Вати         | 203                       |
| Катомерион   | 455                       |
| Спартохорион | 383                       |

## Население
| Год  | Население, человек |
| ---- | ------------------ |
| 1991 | 1084               |
| 2001 | 994                |
| 2011 | ↗ 1041             |